# Camille Diao
Camille Diao est une journaliste, chroniqueuse et présentatrice de télévision française.

## Biographie
Camille Diao naît à Nogent-sur-Marne en 1990, vit quelque temps à Montreuil puis grandit à Dijon. À l'issue de ses années de lycée, elle obtient un Bac S - Sciences de l'Ingénieur avec la mention très bien, mention qui lui permet d'intégrer Sciences Po sans passer le concours d'entrée, en 2008. Elle y décroche ensuite un diplôme de Bachelor en 2011. Elle poursuit ses études par un master en communication qui lui déplaît au point de faire une année de césure.
C'est pendant cette année, en 2012, qu'elle intègre Radio Nova en tant que stagiaire avant de devenir pigiste puis journaliste animatrice. Elle exercera notamment en tant qu'intervieweuse dans la matinale d'Édouard Baer pour la saison 2017-2018. Quand Édouard Baer met fin à sa collaboration avec Nova à la fin de la saison, elle démissionne puis rejoint Paris Première en tant que critique pour l'émission Ça balance à Paris en octobre 2018. C'est à la même époque qu'elle crée le podcast Banana Kush en collaboration avec Christophe Payet pour la webradio Nique - la radio. Banana Kush entend s'intéresser au cannabis dans toutes ses dimensions, « avec une conviction : bien plus qu’une substance illicite, le cannabis est devenu un véritable objet culturel et mérite d’être traité comme tel » . Ce podcast donnera ensuite naissance au livre Me, Myself & High, publié le 2 février 2022, qui retranscrit et compile quinze entretiens issus de l'émission.
Toujours en octobre 2018, elle intègre également l'équipe de chroniqueurs de l'émission 28 minutes sur Arte. Elle y reste jusqu'en décembre 2020. Dans le même temps, elle exerce comme pigiste musique pour Libération et le magazine Jazz News et présente l'émission Le temps du débat d'été sur France Culture en août 2020.
En janvier 2021, elle rejoint France 5 en tant que chroniqueuse dans la nouvelle émission quotidienne de Karim Rissouli, C ce soir.
En décembre 2022, elle anime Le livre favori des Français avec Michel Field sur France 2, présentant une liste de 25 livres élus comme préférés des Français après un sondage en ligne.
À partir du 31 octobre 2022, elle remplace ponctuellement Karim Rissouli à la présentation de C ce soir, avant de prendre la place de présentatrice de l'émission pour plusieurs numéros au printemps 2023, le temps du congé paternité du présentateur,. Elle occupe ensuite ce poste de présentatrice chaque jeudi pendant la saison 2023-2024 de l'émission.
En mai 2023, elle intègre l'équipe de chroniqueurs de Plan plan, la nouvelle émission d'Augustin Trapenard consacrée au cinéma sur Culturebox.
En mars 2024, elle crée, avec son complice Christophe Payet de Banana Kush, le podcast Kink, sur l'actualité culturelle, qu'elle anime chaque semaine.
Du 12 au 23 août 2024, elle présente la quotidienne Un monde nouveau sur France Inter.
Depuis le 10 janvier 2025, elle présente également la chronique hebdomadaire Rétropop dans l'émission Zoom zoom zen de France Inter. Elle est annoncée à la tête d'une nouvelle émission musicale sur la même chaîne tous les samedis soirs  à partir de la rentrée 2025.

## Publication
- Camille Diao et Christophe Payet, Me, myself & high : 15 personnalités racontent leur rapport au cannabis, Nique - Les Editions, 3 février 2022, 254 p., 16 × 20 cm (ISBN 978-2493401007, EAN 9782493401007)